# Pherbellia californica
Pherbellia californica är en tvåvingeart som beskrevs av Orth 1982. Pherbellia californica ingår i släktet Pherbellia och familjen kärrflugor. Inga underarter finns listade i Catalogue of Life.